# Municipio de Piney (condado de Oregón)
El municipio de Piney (en inglés: Piney Township) es un municipio ubicado en el condado de Oregon en el estado estadounidense de Misuri. En el año 2010 tenía una población de 2505 habitantes y una densidad poblacional de 12,35 personas por km².

## Geografía
El municipio de Piney se encuentra ubicado en las coordenadas 36°40′44″N 91°25′11″O / 36.67889, -91.41972. Según la Oficina del Censo de los Estados Unidos, el municipio tiene una superficie total de 202.89 km², de la cual 202,4 km² corresponden a tierra firme y (0,24 %) 0,49 km² es agua.

## Demografía
Según el censo de 2010, había 2505 personas residiendo en el municipio de Piney. La densidad de población era de 12,35 hab./km². De los 2505 habitantes, el municipio de Piney estaba compuesto por el 95,17 % blancos, el 0,2 % eran afroamericanos, el 2,12 % eran amerindios, el 0,24 % eran asiáticos, el 0,04 % eran de otras razas y el 2,24 % eran de una mezcla de razas. Del total de la población el 1,72 % eran hispanos o latinos de cualquier raza.